# Entrenador del Mes de la NBA
El Entrenador del Mes de la NBA (en inglés: NBA Coach of the Month) es un premio mensual otorgado por la NBA al mejor entrenador en ambas conferencias (Este y Oeste) de cada mes. El premio fue creado en la temporada 1982-83, y hasta la 2002-03 no se entregó a un entrenador de cada conferencia. El primer ganador del premio fue Scotty Robertson de Detroit Pistons en noviembre de 1982.
Gregg Popovich es el entrenador con más premios con 17, seguido por Doc Rivers con 13, Phil Jackson y George Karl con 12, por Pat Riley con 11, y por Jerry Sloan, Flip Saunders, Mike D'Antoni y Erik Spoelstra con 10 premios cada uno. 
Larry Bird es el único que ha ganado los premios de Jugador del Mes y Entrenador del Mes.

## Leyenda
| Entrenador (en negrita) | Indica que el entrenador ganó el premio al Entrenador del Año de la NBA |
| Entrenador (X)          | Indica las veces que el entrenador ha ganado el premio                  |

## Ganadores

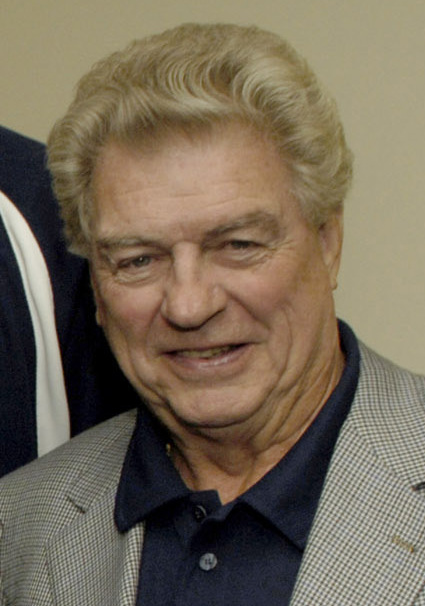
Chuck Daly ganó el premio en seis ocasiones.

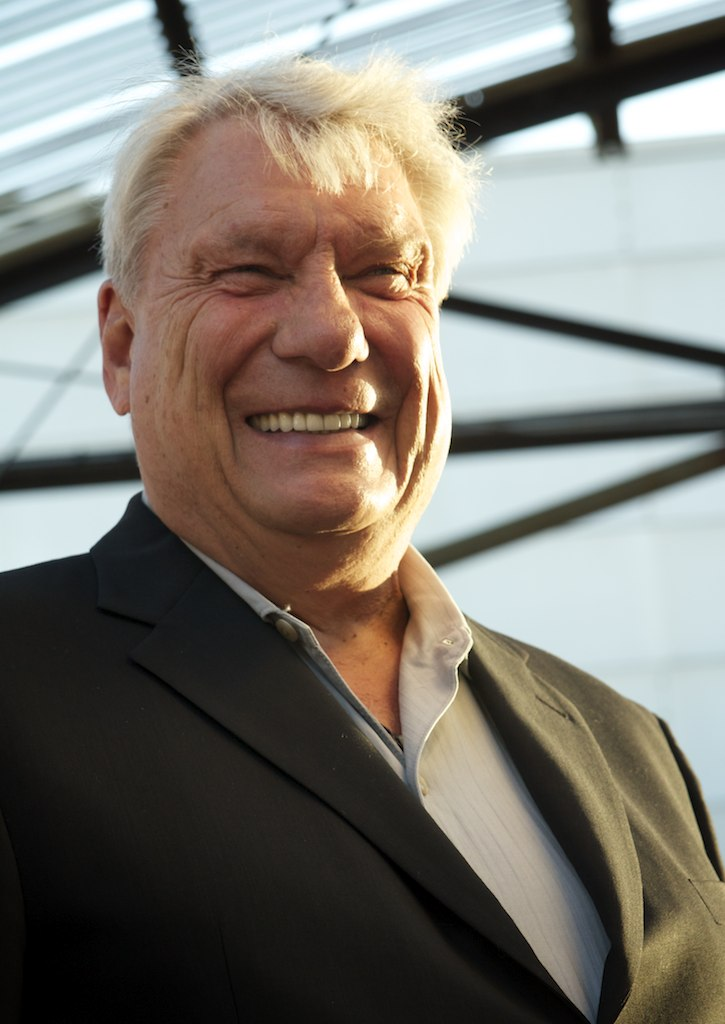
Don Nelson ganó el premio en cuatro ocasiones.

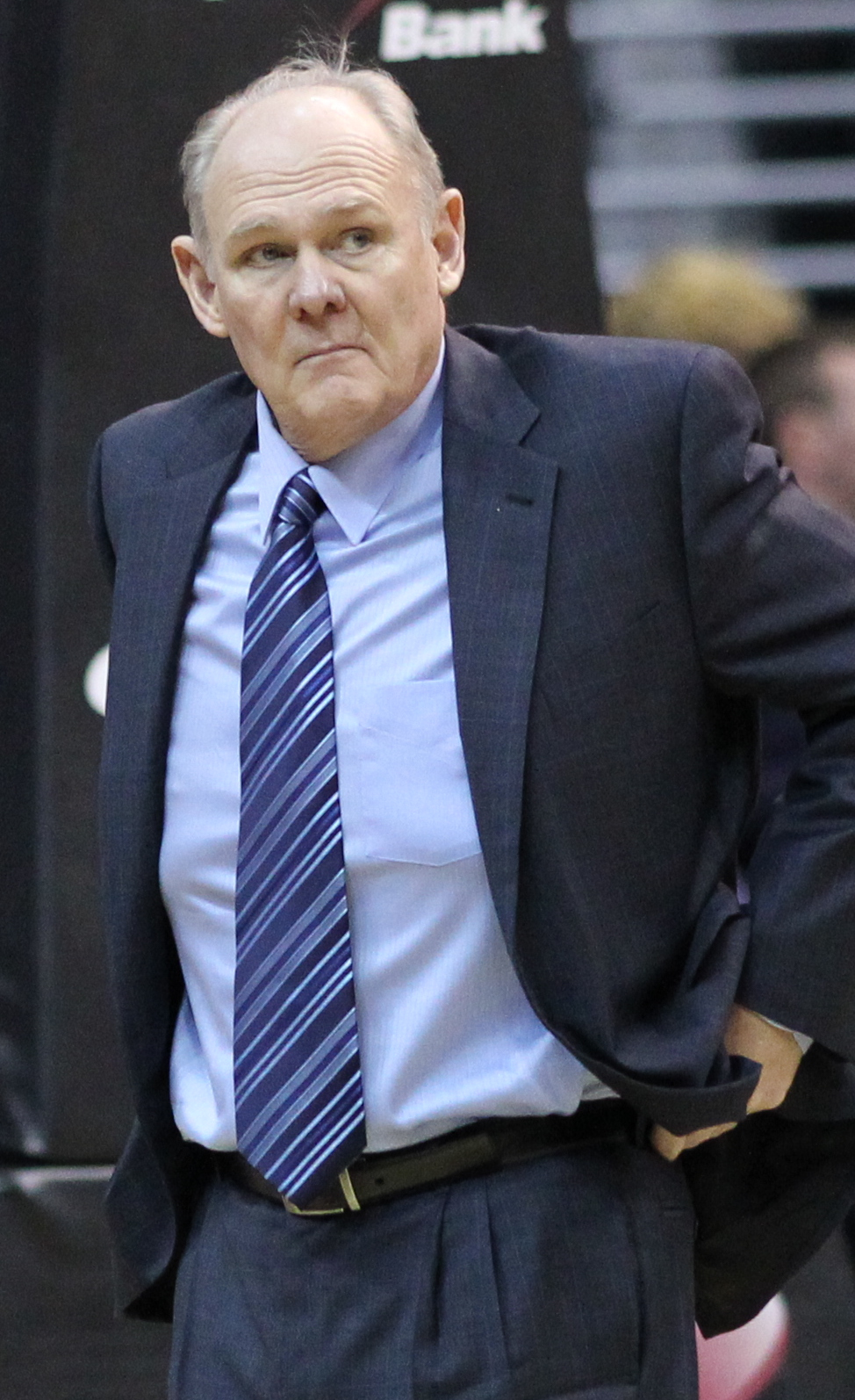
George Karl ha ganado el premio en doce ocasiones.

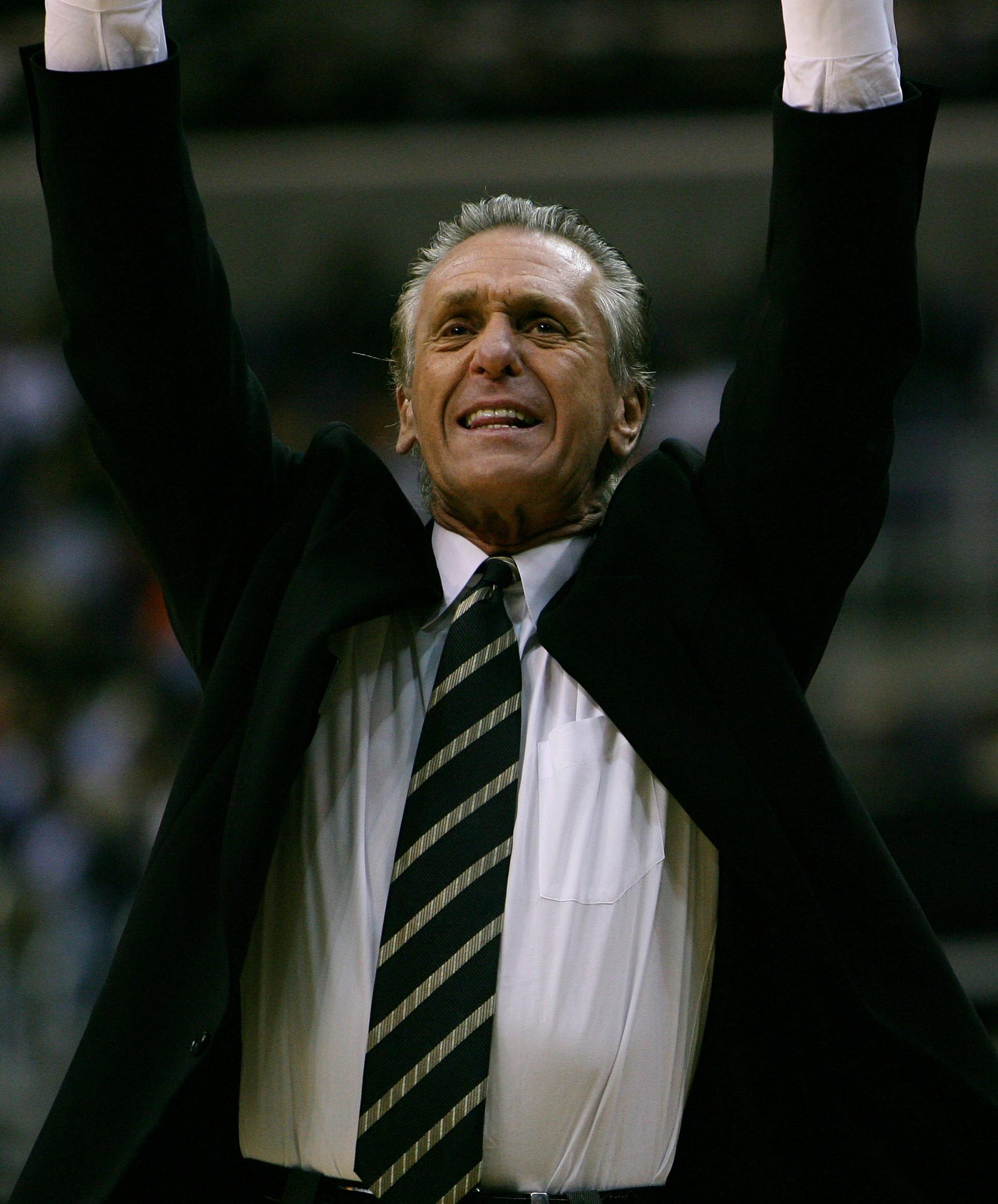
Pat Riley ha ganado el premio en once ocasiones.

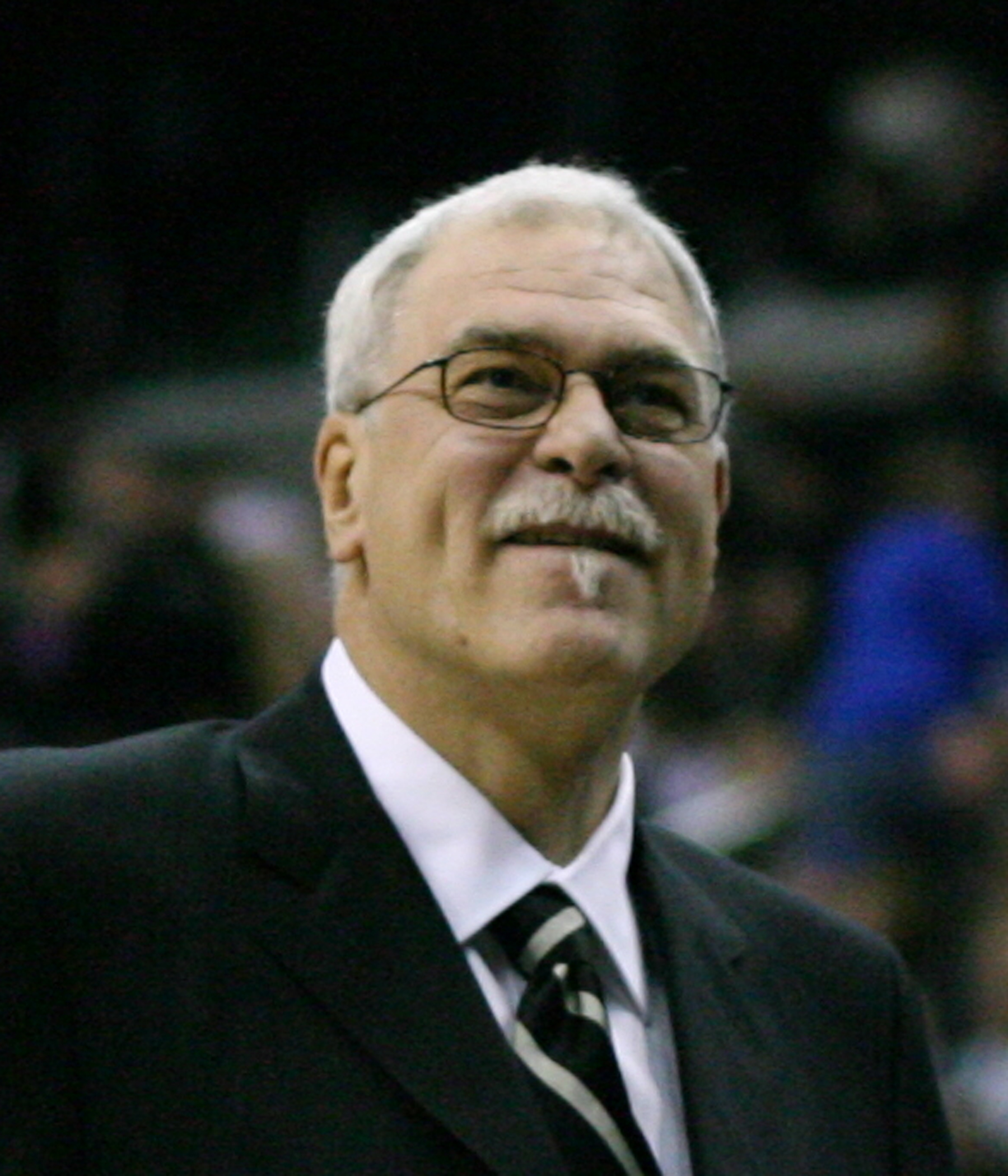
Phil Jackson ha ganado el premio en doce ocasiones.

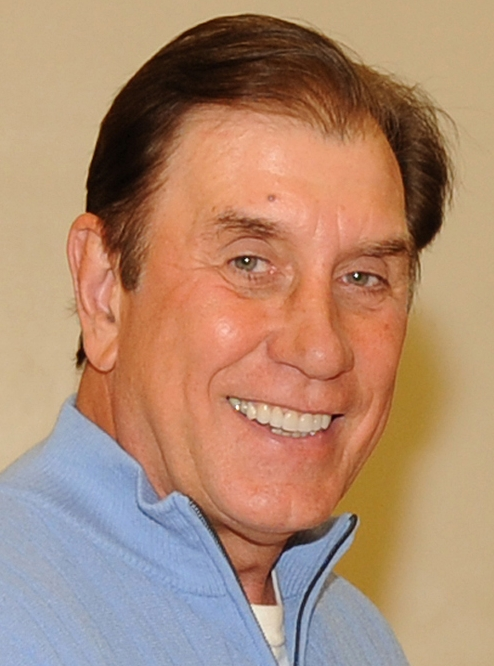
Rudy Tomjanovich ha ganado el premio en tres ocasiones.

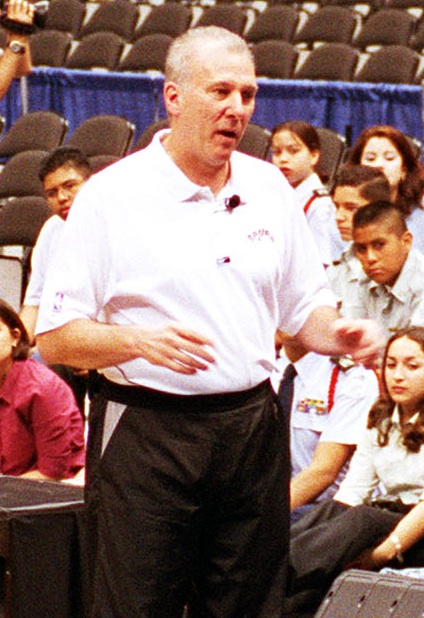
Gregg Popovich ha ganado el premio en diecisiete ocasiones.

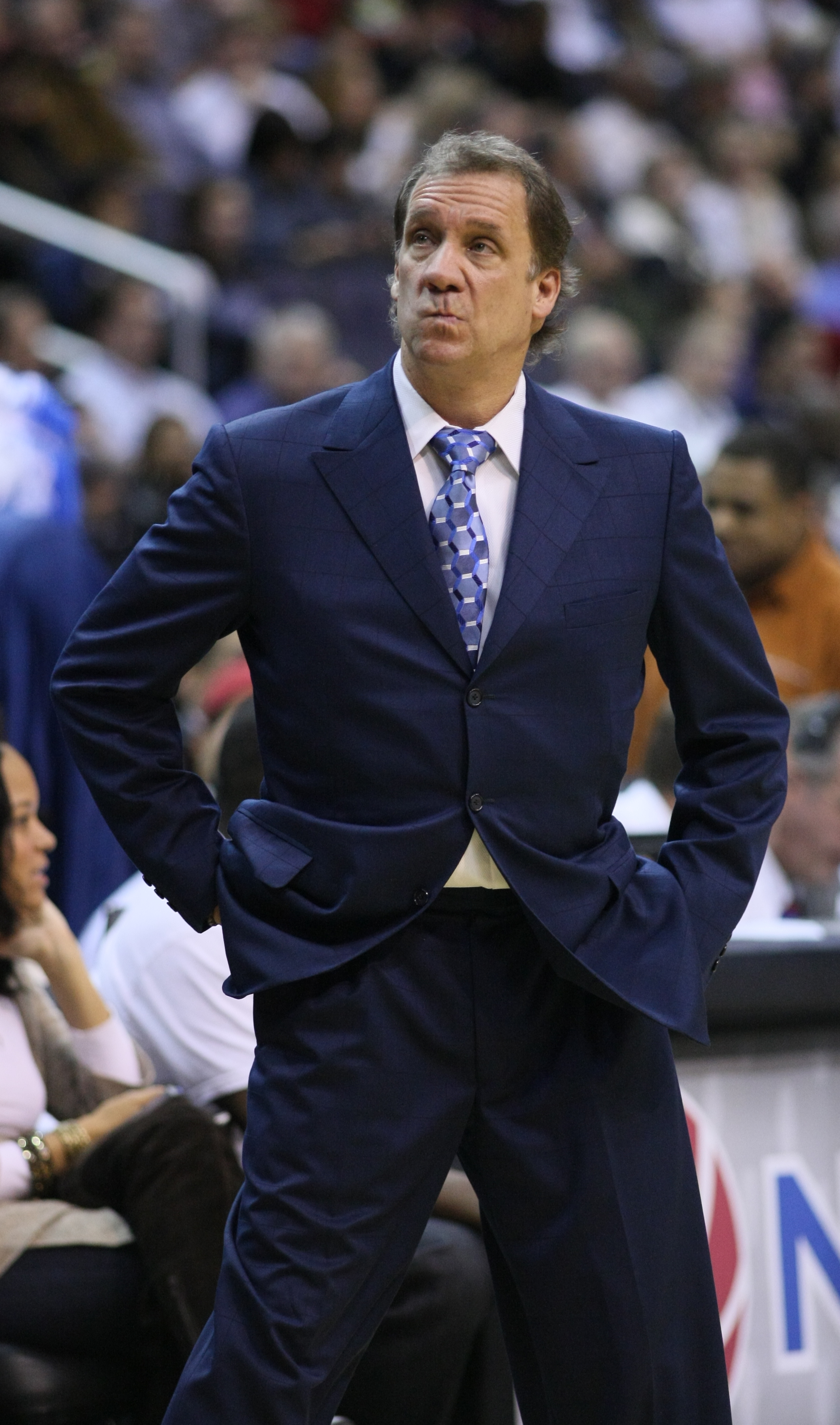
Flip Saunders ha ganado el premio en diez ocasiones.

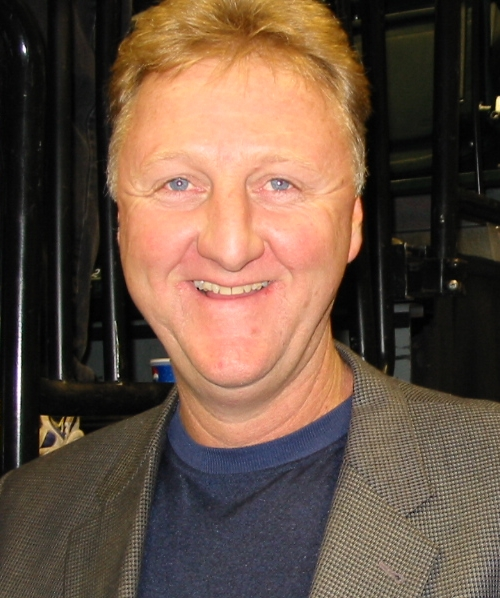
Larry Bird ganó el premio en una ocasión.

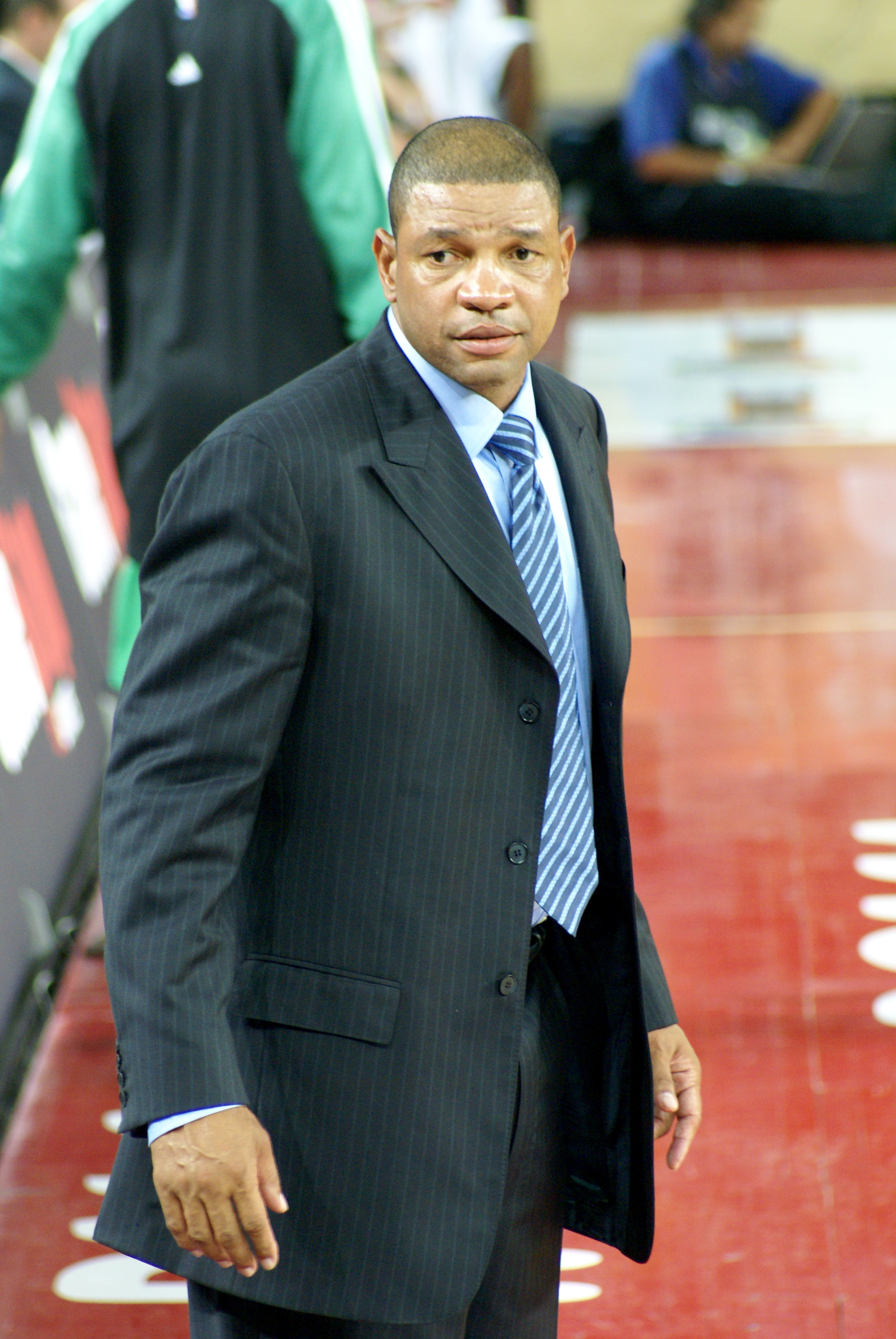
Doc Rivers ha ganado el premio en trece ocasiones.

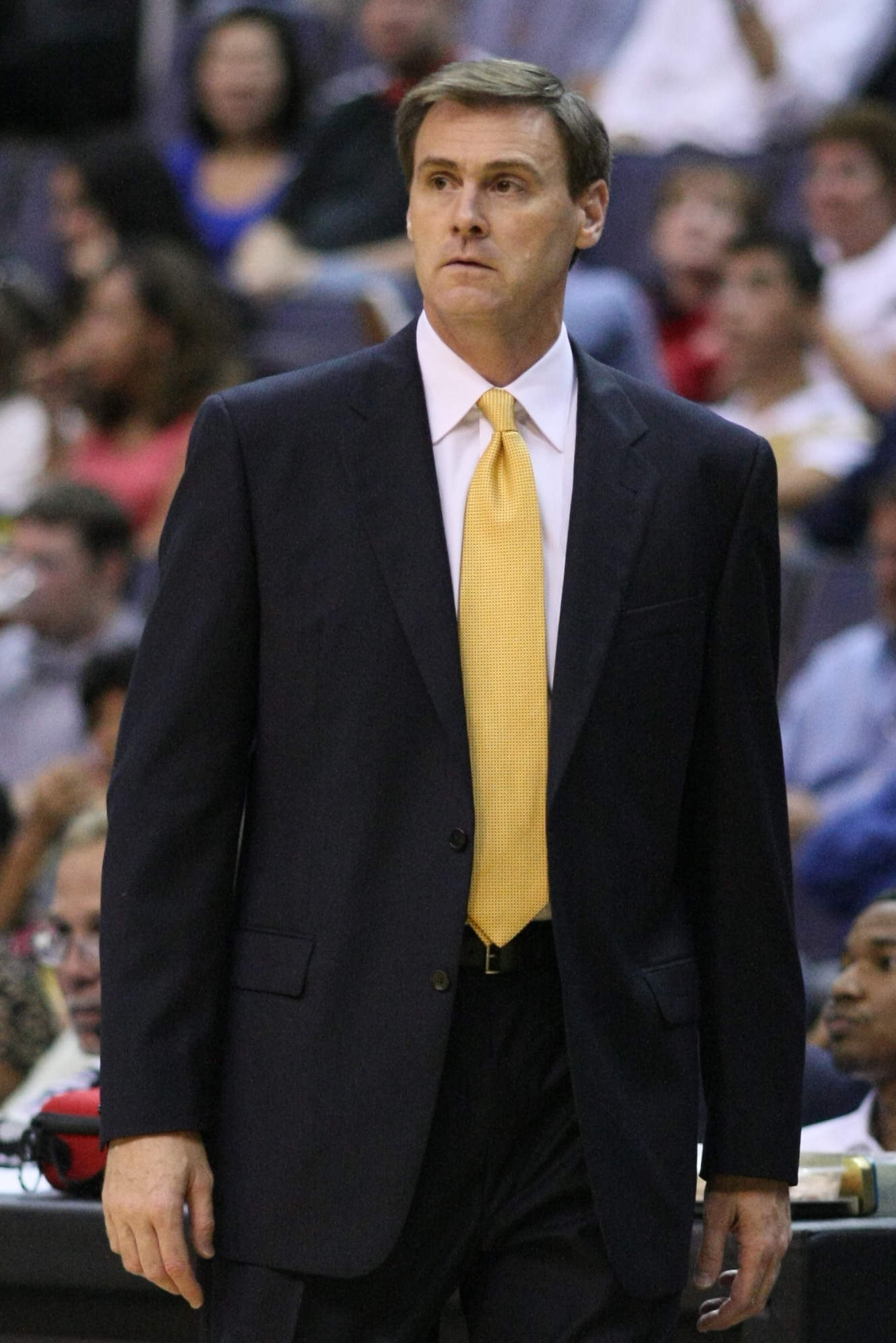
Rick Carlisle ha ganado el premio cuatro veces.

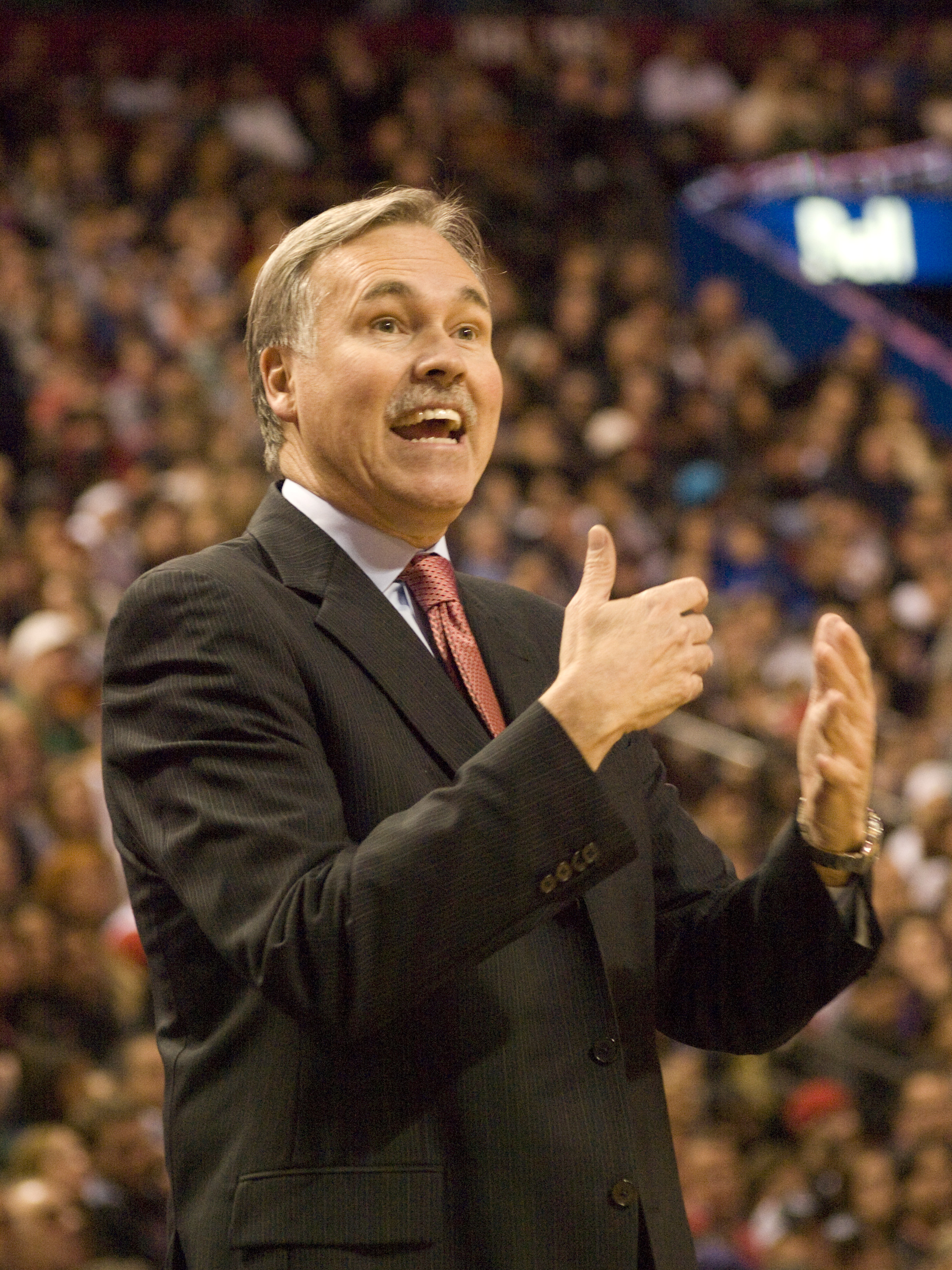
Mike D'Antoni ha ganado el premio en diez ocasiones.

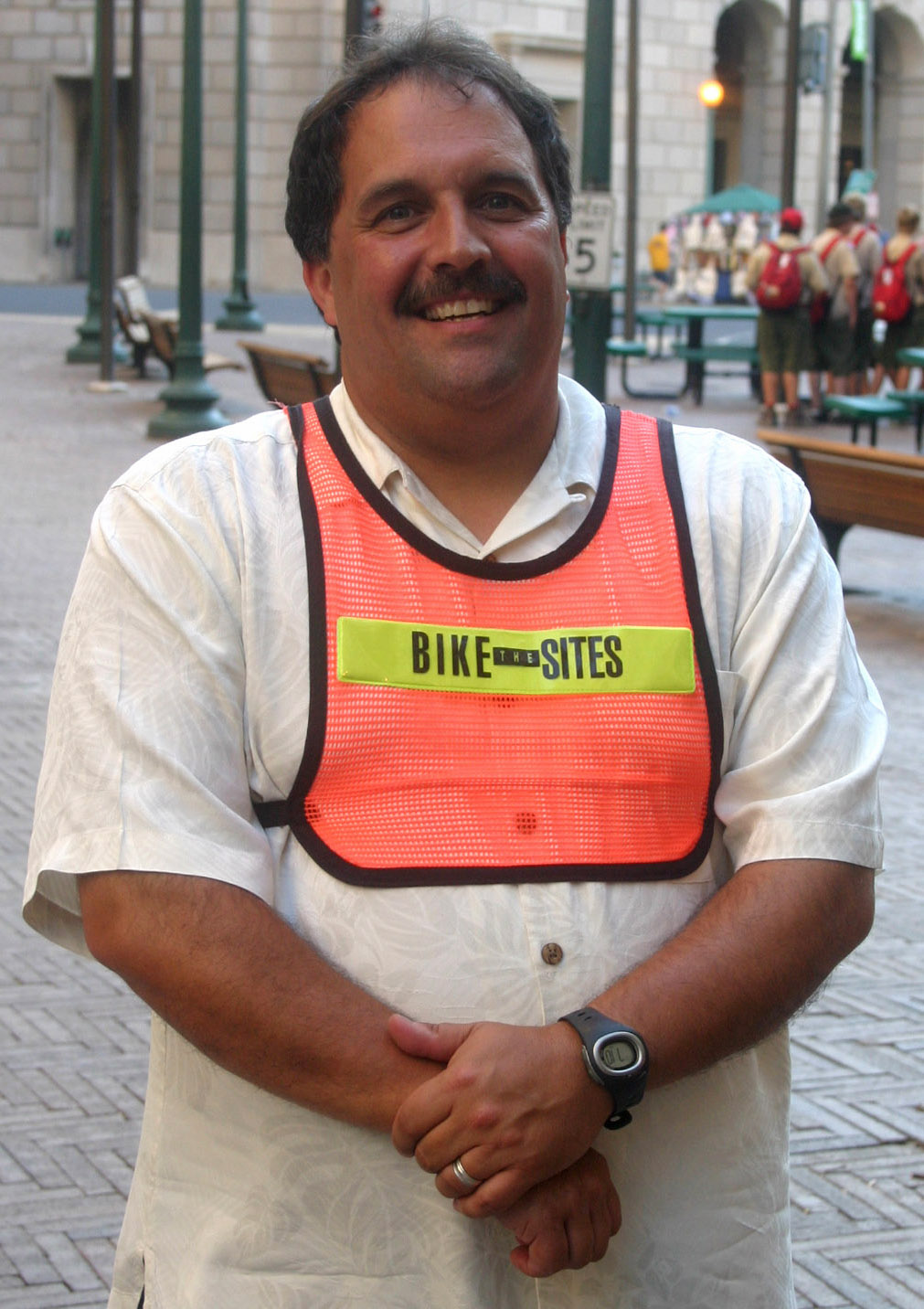
Stan Van Gundy ha ganado el premio seis veces.

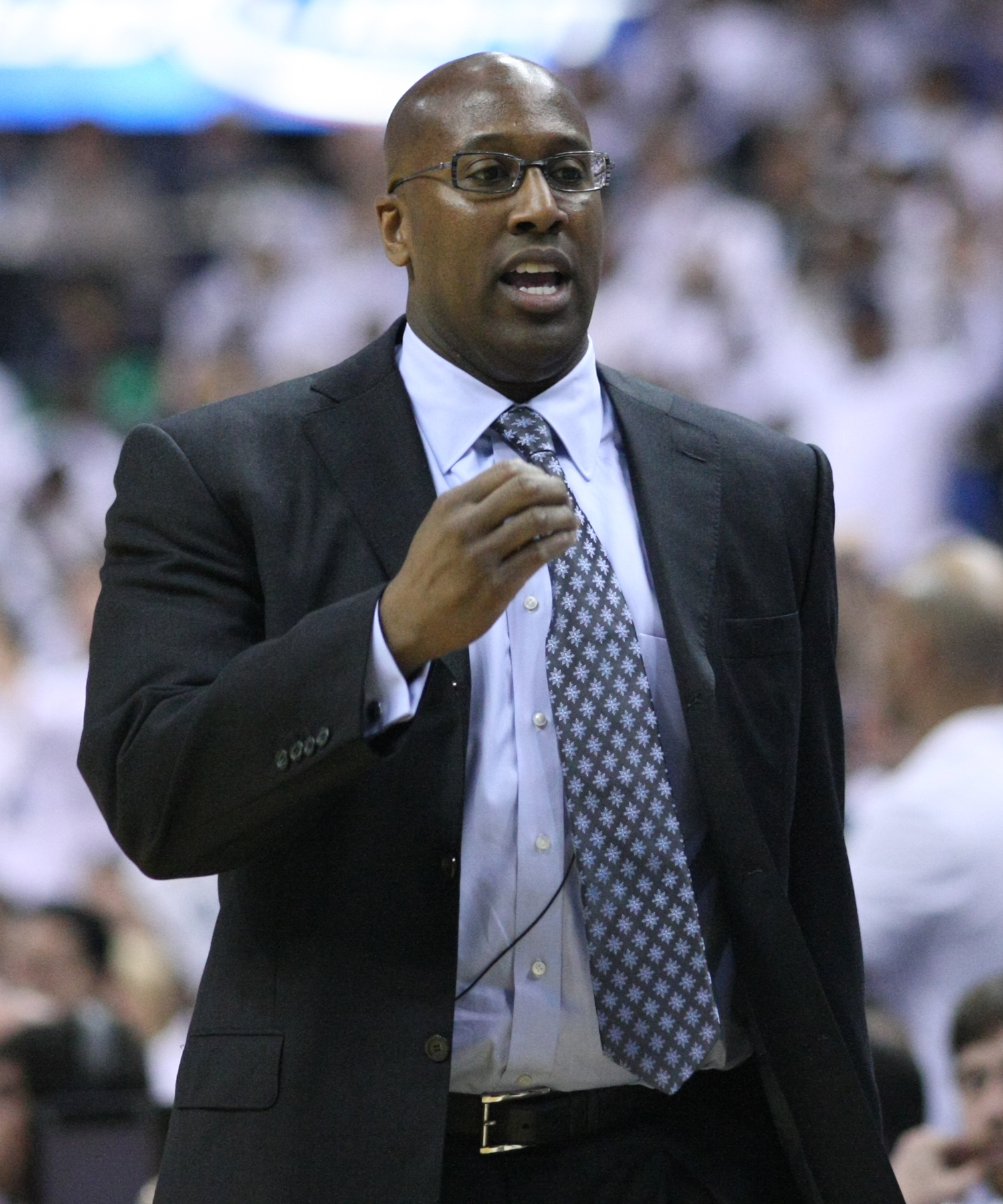
Mike Brown ganó el premio seis veces.

### 1982-2002
| 1982-83 | Noviembre | Scotty Robertson       | Detroit Pistons        |  |
| 1982-83 | Diciembre | Billy Cunningham       | Philadelphia 76ers     |  |
| 1982-83 | Enero     | Pat Riley              | Los Angeles Lakers     |  |
| 1982-83 | Febrero   | Hubie Brown            | New York Knicks        |  |
| 1982-83 | Marzo     | Stan Albeck            | San Antonio Spurs      |  |
| 1983-84 | Noviembre | Dick Motta             | Dallas Mavericks       |  |
| 1983-84 | Diciembre | Frank Layden           | Utah Jazz              |  |
| 1983-84 | Enero     | K.C. Jones             | Boston Celtics         |  |
| 1983-84 | Febrero   | Chuck Daly             | Detroit Pistons        |  |
| 1983-84 | Marzo     | Jack Ramsay            | Portland Trail Blazers |  |
| 1984-85 | Noviembre | Doug Moe               | Denver Nuggets         |  |
| 1984-85 | Diciembre | Don Nelson             | Milwaukee Bucks        |  |
| 1984-85 | Enero     | Chuck Daly (2)         | Detroit Pistons        |  |
| 1984-85 | Febrero   | George Karl            | Cleveland Cavaliers    |  |
| 1984-85 | Marzo     | Pat Riley (2)          | Los Angeles Lakers     |  |
| 1985-86 | Noviembre | Pat Riley (3)          | Los Angeles Lakers     |  |
| 1985-86 | Diciembre | Cotton Fitzsimmons     | San Antonio Spurs      |  |
| 1985-86 | Enero     | Mike Fratello          | Atlanta Hawks          |  |
| 1985-86 | Febrero   | Chuck Daly (3)         | Detroit Pistons        |  |
| 1985-86 | Marzo     | K.C. Jones (2)         | Boston Celtics         |  |
| 1986-87 | Noviembre | Pat Riley (4)          | Los Angeles Lakers     |  |
| 1986-87 | Diciembre | Frank Layden (2)       | Utah Jazz              |  |
| 1986-87 | Enero     | Bill Fitch             | Houston Rockets        |  |
| 1986-87 | Febrero   | Mike Schuler           | Portland Trail Blazers |  |
| 1986-87 | Marzo     | George Karl (2)        | Golden State Warriors  |  |
| 1987-88 | Noviembre | Doug Collins           | Chicago Bulls          |  |
| 1987-88 | Diciembre | Chuck Daly (4)         | Detroit Pistons        |  |
| 1987-88 | Enero     | Wes Unseld             | Washington Bullets     |  |
| 1987-88 | Febrero   | Pat Riley (5)          | Los Angeles Lakers     |  |
| 1987-88 | Marzo     | Doug Moe (2)           | Denver Nuggets         |  |
| 1987-88 | Abril     | Lenny Wilkens          | Cleveland Cavaliers    |  |
| 1988-89 | Noviembre | Chuck Daly (5)         | Detroit Pistons        |  |
| 1988-89 | Diciembre | Lenny Wilkens (2)      | Cleveland Cavaliers    |  |
| 1988-89 | Enero     | Del Harris             | Milwaukee Bucks        |  |
| 1988-89 | Febrero   | Don Nelson (2)         | Golden State Warriors  |  |
| 1988-89 | Marzo     | Chuck Daly (6)         | Detroit Pistons        |  |
| 1988-89 | Abril     | Cotton Fitzsimmons (2) | Phoenix Suns           |  |
| 1989-90 | Noviembre | Dick Versace           | Indiana Pacers         |  |
| 1989-90 | Diciembre | Stu Jackson            | New York Knicks        |  |
| 1989-90 | Enero     | Jim Lynam              | Philadelphia 76ers     |  |
| 1989-90 | Febrero   | Cotton Fitzsimmons (3) | Phoenix Suns           |  |
| 1989-90 | Marzo     | Rick Adelman           | Portland Trail Blazers |  |
| 1989-90 | Abril     | Jimmy Rodgers          | Boston Celtics         |  |
| 1990-91 | Noviembre | Rick Adelman (2)       | Portland Trail Blazers |  |
| 1990-91 | Diciembre | Bob Weiss              | Atlanta Hawks          |  |
| 1990-91 | Enero     | Mike Dunleavy          | Los Angeles Lakers     |  |
| 1990-91 | Febrero   | Don Chaney             | Houston Rockets        |  |
| 1990-91 | Marzo     | Don Chaney (2)         | Houston Rockets        |  |
| 1990-91 | Abril     | Rick Adelman (3)       | Portland Trail Blazers |  |
| 1991-92 | Noviembre | Mike Dunleavy (2)      | Los Angeles Lakers     |  |
| 1991-92 | Diciembre | Cotton Fitzsimmons (4) | Phoenix Suns           |  |
| 1991-92 | Enero     | Phil Jackson           | Chicago Bulls          |  |
| 1991-92 | Febrero   | George Karl (3)        | Seattle SuperSonics    |  |
| 1991-92 | Marzo     | Larry Brown            | Los Angeles Clippers   |  |
| 1991-92 | Abril     | Chris Ford             | Boston Celtics         |  |
| 1992-93 | Noviembre | Mike Dunleavy (3)      | Los Angeles Lakers     |  |
| 1992-93 | Diciembre | Paul Westphal          | Phoenix Suns           |  |
| 1992-93 | Enero     | John Lucas II          | San Antonio Spurs      |  |
| 1992-93 | Febrero   | Lenny Wilkens (3)      | Cleveland Cavaliers    |  |
| 1992-93 | Marzo     | Bob Weiss (2)          | Atlanta Hawks          |  |
| 1992-93 | Abril     | Rudy Tomjanovich       | Houston Rockets        |  |
| 1993-94 | Noviembre | Rudy Tomjanovich (2)   | Houston Rockets        |  |
| 1993-94 | Diciembre | Jerry Sloan            | Utah Jazz              |  |
| 1993-94 | Enero     | Phil Jackson (2)       | Chicago Bulls          |  |
| 1993-94 | Febrero   | Larry Brown (2)        | Indiana Pacers         |  |
| 1993-94 | Marzo     | Pat Riley (6)          | New York Knicks        |  |
| 1993-94 | Abril     | George Karl (4)        | Seattle SuperSonics    |  |
| 1994-95 | Noviembre | Dick Motta (2)         | Dallas Mavericks       |  |
| 1994-95 | Diciembre | Mike Fratello (2)      | Cleveland Cavaliers    |  |
| 1994-95 | Enero     | Jerry Sloan (2)        | Utah Jazz              |  |
| 1994-95 | Febrero   | Bob Hill               | San Antonio Spurs      |  |
| 1994-95 | Marzo     | Bernie Bickerstaff     | Denver Nuggets         |  |
| 1994-95 | Abril     | Bob Hill (2)           | San Antonio Spurs      |  |
| 1995-96 | Noviembre | Garry St. Jean         | Sacramento Kings       |  |
| 1995-96 | Diciembre | Mike Fratello (3)      | Cleveland Cavaliers    |  |
| 1995-96 | Enero     | Phil Jackson (3)       | Chicago Bulls          |  |
| 1995-96 | Febrero   | George Karl (5)        | Seattle SuperSonics    |  |
| 1995-96 | Marzo     | Bob Hill (3)           | San Antonio Spurs      |  |
| 1995-96 | Abril     | Phil Jackson (4)       | Chicago Bulls          |  |
| 1996-97 | Noviembre | Rudy Tomjanovich (3)   | Houston Rockets        |  |
| 1996-97 | Diciembre | Pat Riley (7)          | Miami Heat             |  |
| 1996-97 | Enero     | Lenny Wilkens (4)      | Atlanta Hawks          |  |
| 1996-97 | Febrero   | Doug Collins (2)       | Detroit Pistons        |  |
| 1996-97 | Marzo     | Jerry Sloan (3)        | Utah Jazz              |  |
| 1996-97 | Abril     | Dave Cowens            | Charlotte Hornets      |  |
| 1997-98 | Noviembre | Lenny Wilkens (5)      | Atlanta Hawks          |  |
| 1997-98 | Diciembre | George Karl (6)        | Seattle SuperSonics    |  |
| 1997-98 | Enero     | Larry Bird             | Indiana Pacers         |  |
| 1997-98 | Febrero   | Pat Riley (8)          | Miami Heat             |  |
| 1997-98 | Marzo     | Jerry Sloan (4)        | Utah Jazz              |  |
| 1997-98 | Abril     | Del Harris (2)         | Los Angeles Lakers     |  |
| 1998-99 | Febrero   | Jerry Sloan (5)        | Utah Jazz              |  |
| 1998-99 | Marzo     | Mike Dunleavy (4)      | Portland Trail Blazers |  |
| 1998-99 | Abril     | Gregg Popovich         | San Antonio Spurs      |  |
| 1999-00 | Noviembre | Mike Dunleavy (5)      | Portland Trail Blazers |  |
| 1999-00 | Diciembre | Phil Jackson (5)       | Los Angeles Lakers     |  |
| 1999-00 | Enero     | Flip Saunders          | Minnesota Timberwolves |  |
| 1999-00 | Febrero   | Phil Jackson (6)       | Los Angeles Lakers     |  |
| 1999-00 | Marzo     | Jerry Sloan (6)        | Utah Jazz              |  |
| 1999-00 | Abril     | Paul Silas             | Charlotte Hornets      |  |
| 2000-01 | Noviembre | Larry Brown (3)        | Philadelphia 76ers     |  |
| 2000-01 | Diciembre | Pat Riley (9)          | Miami Heat             |  |
| 2000-01 | Enero     | Flip Saunders (2)      | Minnesota Timberwolves |  |
| 2000-01 | Febrero   | Jerry Sloan (7)        | Utah Jazz              |  |
| 2000-01 | Marzo     | Gregg Popovich (2)     | San Antonio Spurs      |  |
| 2000-01 | Abril     | Isiah Thomas           | Indiana Pacers         |  |
| 2001-02 | Noviembre | Phil Jackson (7)       | Los Angeles Lakers     |  |
| 2001-02 | Diciembre | Doug Collins (3)       | Washington Wizards     |  |
| 2001-02 | Enero     | Rick Adelman (4)       | Sacramento Kings       |  |
| 2001-02 | Febrero   | Rick Carlisle          | Detroit Pistons        |  |
| 2001-02 | Marzo     | Gregg Popovich (3)     | San Antonio Spurs      |  |
| 2001-02 | Abril     | Lenny Wilkens (6)      | Toronto Raptors        |  |

### 2002-presente
| Año     | Mes               | Conferencia Este     | Conferencia Este    | Conferencia Oeste   | Conferencia Oeste      | Ref.          |
| Año     | Mes               | Entrenador(es)       | Equipo(s)           | Entrenador(s)       | Equipo(s)              | Ref.          |
| ------- | ----------------- | -------------------- | ------------------- | ------------------- | ---------------------- | ------------- |
| 2002-03 | Noviembre         | Isiah Thomas (2)     | Indiana Pacers      | Don Nelson (3)      | Dallas Mavericks       |               |
| 2002-03 | Diciembre         | Byron Scott          | New Jersey Nets     | Frank Johnson       | Phoenix Suns           |               |
| 2002-03 | Enero             | George Karl (7)      | Milwaukee Bucks     | Gregg Popovich (4)  | San Antonio Spurs      |               |
| 2002-03 | Febrero           | Larry Brown (4)      | Philadelphia 76ers  | Flip Saunders (3)   | Minnesota Timberwolves |               |
| 2002-03 | Marzo             | Larry Brown (5)      | Philadelphia 76ers  | Gregg Popovich (5)  | San Antonio Spurs      |               |
| 2002-03 | Abril             | Paul Silas (2)       | New Orleans Hornets | Phil Jackson (8)    | Los Angeles Lakers     |               |
| 2003-04 | Noviembre         | Rick Carlisle (2)    | Indiana Pacers      | Phil Jackson (9)    | Los Angeles Lakers     |               |
| 2003-04 | Diciembre         | Byron Scott (2)      | New Jersey Nets     | Gregg Popovich (6)  | San Antonio Spurs      |               |
| 2003-04 | Enero             | Larry Brown (6)      | Detroit Pistons     | Rick Adelman (5)    | Sacramento Kings       |               |
| 2003-04 | Febrero           | Lawrence Frank       | New Jersey Nets     | Hubie Brown (2)     | Memphis Grizzlies      |               |
| 2003-04 | Marzo             | Stan Van Gundy       | Miami Heat          | Hubie Brown (3)     | Memphis Grizzlies      |               |
| 2003-04 | Abril             | Larry Brown (7)      | Detroit Pistons     | Flip Saunders (4)   | Minnesota Timberwolves |               |
| 2004-05 | Noviembre         | Johnny Davis         | Orlando Magic       | Nate McMillan       | Seattle SuperSonics    |               |
| 2004-05 | Diciembre         | Stan Van Gundy (2)   | Miami Heat          | Mike D'Antoni       | Phoenix Suns           |               |
| 2004-05 | Enero             | Scott Skiles         | Chicago Bulls       | Mike Fratello (4)   | Memphis Grizzlies      |               |
| 2004-05 | Febrero           | Larry Brown (8)      | Detroit Pistons     | George Karl (8)     | Denver Nuggets         |               |
| 2004-05 | Marzo             | Stan Van Gundy (3)   | Miami Heat          | George Karl (9)     | Denver Nuggets         |               |
| 2004-05 | Abril             | Lawrence Frank (2)   | New Jersey Nets     | Avery Johnson       | Dallas Mavericks       |               |
| 2005-06 | Noviembre         | Flip Saunders (5)    | Detroit Pistons     | Avery Johnson (2)   | Dallas Mavericks       |               |
| 2005-06 | Diciembre         | Flip Saunders (6)    | Detroit Pistons     | Gregg Popovich (7)  | San Antonio Spurs      |               |
| 2005-06 | Enero             | Flip Saunders (7)    | Detroit Pistons     | Avery Johnson (3)   | Dallas Mavericks       |               |
| 2005-06 | Febrero           | Pat Riley (10)       | Miami Heat          | Mike D'Antoni (2)   | Phoenix Suns           |               |
| 2005-06 | Marzo             | Lawrence Frank (3)   | New Jersey Nets     | Gregg Popovich (8)  | San Antonio Spurs      |               |
| 2005-06 | Abril             | Scott Skiles (2)     | Chicago Bulls       | Mike Fratello (5)   | Memphis Grizzlies      |               |
| 2006-07 | Noviembre         | Brian Hill           | Orlando Magic       | Jerry Sloan (8)     | Utah Jazz              |               |
| 2006-07 | Diciembre         | Eddie Jordan         | Washington Wizards  | Mike D'Antoni (3)   | Phoenix Suns           |               |
| 2006-07 | Enero             | Sam Mitchell         | Toronto Raptors     | Mike D'Antoni (4)   | Phoenix Suns           |               |
| 2006-07 | Febrero           | Flip Saunders (8)    | Detroit Pistons     | Avery Johnson (4)   | Dallas Mavericks       |               |
| 2006-07 | Marzo             | Pat Riley (11)       | Miami Heat          | Gregg Popovich (9)  | San Antonio Spurs      |               |
| 2006-07 | Abril             | Lawrence Frank (4)   | New Jersey Nets     | Don Nelson (4)      | Golden State Warriors  |               |
| 2007-08 | Noviembre         | Doc Rivers           | Boston Celtics      | Gregg Popovich (10) | San Antonio Spurs      |               |
| 2007-08 | Diciembre         | Flip Saunders (9)    | Detroit Pistons     | Nate McMillan (2)   | Portland Trail Blazers |               |
| 2007-08 | Enero             | Mike Brown           | Cleveland Cavaliers | Byron Scott (3)     | New Orleans Hornets    |               |
| 2007-08 | Febrero           | Flip Saunders (10)   | Detroit Pistons     | Rick Adelman (6)    | Houston Rockets        |               |
| 2007-08 | Marzo             | Doc Rivers (2)       | Boston Celtics      | Jerry Sloan (9)     | Utah Jazz              |               |
| 2007-08 | Abril             | Doc Rivers (3)       | Boston Celtics      | Phil Jackson (10)   | Los Angeles Lakers     |               |
| 2008-09 | Noviembre         | Doc Rivers (4)       | Boston Celtics      | Phil Jackson (11)   | Los Angeles Lakers     |               |
| 2008-09 | Diciembre         | Mike Brown (2)       | Cleveland Cavaliers | Byron Scott (4)     | New Orleans Hornets    |               |
| 2008-09 | Enero             | Stan Van Gundy (4)   | Orlando Magic       | Kevin McHale        | Minnesota Timberwolves |               |
| 2008-09 | Febrero           | Mike Brown (3)       | Cleveland Cavaliers | Jerry Sloan (10)    | Utah Jazz              |               |
| 2008-09 | Marzo             | Mike Brown (4)       | Cleveland Cavaliers | Rick Adelman (7)    | Houston Rockets        |               |
| 2008-09 | Abril             | Doc Rivers (5)       | Boston Celtics      | Nate McMillan (3)   | Portland Trail Blazers |               |
| 2009-10 | Noviembre         | Stan Van Gundy (5)   | Orlando Magic       | Alvin Gentry        | Phoenix Suns           | [ 1 ]         |
| 2009-10 | Diciembre         | Mike Brown (5)       | Cleveland Cavaliers | Lionel Hollins      | Memphis Grizzlies      | [ 2 ]         |
| 2009-10 | Enero             | Larry Brown (9)      | Charlotte Bobcats   | George Karl (10)    | Denver Nuggets         | [ 3 ]         |
| 2009-10 | Febrero           | Scott Skiles (3)     | Milwaukee Bucks     | Scott Brooks        | Oklahoma City Thunder  | [ 4 ]         |
| 2009-10 | Marzo             | Erik Spoelstra       | Miami Heat          | Alvin Gentry (2)    | Phoenix Suns           | [ 5 ]         |
| 2009-10 | Abril             | Stan Van Gundy (6)   | Orlando Magic       | Rick Carlisle (3)   | Dallas Mavericks       | [ 6 ]         |
| 2010-11 | Noviembre         | Doc Rivers (6)       | Boston Celtics      | Gregg Popovich (11) | San Antonio Spurs      | [ 7 ]         |
| 2010-11 | Diciembre         | Erik Spoelstra (2)   | Miami Heat          | Gregg Popovich (12) | San Antonio Spurs      | [ 8 ]         |
| 2010-11 | Enero             | Tom Thibodeau        | Chicago Bulls       | Monty Williams      | New Orleans Hornets    | [ 9 ]         |
| 2010-11 | Febrero           | Doug Collins (4)     | Philadelphia 76ers  | Rick Carlisle (4)   | Dallas Mavericks       | [ 10 ]        |
| 2010-11 | Marzo             | Tom Thibodeau (2)    | Chicago Bulls       | Phil Jackson (12)   | Los Angeles Lakers     | [ 11 ]        |
| 2010-11 | Abril             | Tom Thibodeau (3)    | Chicago Bulls       | Nate McMillan (4)   | Portland Trail Blazers | [ 12 ]        |
| 2011-12 | Enero             | Tom Thibodeau (4)    | Chicago Bulls       | Scott Brooks (2)    | Oklahoma City Thunder  | [ 13 ]        |
| 2011-12 | Febrero           | Erik Spoelstra (3)   | Miami Heat          | Gregg Popovich (13) | San Antonio Spurs      | [ 14 ]        |
| 2011-12 | Marzo             | Tom Thibodeau (5)    | Chicago Bulls       | Gregg Popovich (14) | San Antonio Spurs      | [ 15 ]        |
| 2011-12 | Abril             | Frank Vogel          | Indiana Pacers      | Lionel Hollins (2)  | Memphis Grizzlies      | [ 16 ]        |
| 2012-13 | Noviembre         | Avery Johnson (5)    | New Jersey Nets     | Lionel Hollins (3)  | Memphis Grizzlies      | [ 17 ]        |
| 2012-13 | Diciembre         | Larry Drew           | Atlanta Hawks       | Vinny Del Negro     | Los Angeles Clippers   | [ 18 ]        |
| 2012-13 | Enero             | Tom Thibodeau (6)    | Chicago Bulls       | George Karl (11)    | Denver Nuggets         | [ 19 ]        |
| 2012-13 | Febrero           | Erik Spoelstra (4)   | Miami Heat          | Lionel Hollins (4)  | Memphis Grizzlies      | [ 20 ]        |
| 2012-13 | Marzo             | Erik Spoelstra (5)   | Miami Heat          | George Karl (12)    | Denver Nuggets         | [ 21 ]        |
| 2012-13 | Abril             | Mike Woodson         | New York Knicks     | Mike D'Antoni (5)   | Los Angeles Lakers     | [ 22 ]        |
| 2013-14 | Noviembre         | Frank Vogel (2)      | Indiana Pacers      | Terry Stotts        | Portland Trail Blazers | [ 23 ]        |
| 2013-14 | Diciembre         | Dwane Casey          | Toronto Raptors     | Jeff Hornacek       | Phoenix Suns           | [ 24 ]        |
| 2013-14 | Enero             | Jason Kidd           | Brooklyn Nets       | David Joerger       | Memphis Grizzlies      | [ 25 ]        |
| 2013-14 | Febrero           | Erik Spoelstra (6)   | Miami Heat          | Kevin McHale (2)    | Houston Rockets        | [ 26 ]        |
| 2013-14 | Marzo             | Jason Kidd (2)       | Brooklyn Nets       | Gregg Popovich (15) | San Antonio Spurs      | [ 27 ]        |
| 2013-14 | Abril             | Steve Clifford       | Charlotte Bobcats   | David Joerger (2)   | Memphis Grizzlies      | [ 28 ]        |
| 2014-15 | Noviembre         | Dwane Casey (2)      | Toronto Raptors     | Dave Joerger (3)    | Memphis Grizzlies      | [ 29 ]        |
| 2014-15 | Diciembre         | Mike Budenholzer     | Atlanta Hawks       | Terry Stotts (2)    | Portland Trail Blazers | [ 30 ]        |
| 2014-15 | Enero             | Mike Budenholzer (2) | Atlanta Hawks       | Steve Kerr          | Golden State Warriors  | [ 31 ]        |
| 2014-15 | Febrero           | Frank Vogel (3)      | Indiana Pacers      | Scott Brooks (3)    | Oklahoma City Thunder  | [ 32 ]        |
| 2014-15 | Marzo             | David Blatt          | Cleveland Cavaliers | Steve Kerr (2)      | Golden State Warriors  | [ 33 ]        |
| 2014-15 | Abril             | Brad Stevens         | Boston Celtics      | Doc Rivers (7)      | Los Angeles Clippers   | [ 34 ]        |
| 2015-16 | Noviembre         | David Blatt (2)      | Cleveland Cavaliers | Luke Walton         | Golden State Warriors  | [ 35 ]        |
| 2015-16 | Diciembre         | Scott Skiles (4)     | Orlando Magic       | Gregg Popovich (16) | San Antonio Spurs      | [ 36 ]        |
| 2015-16 | Enero             | Dwane Casey (3)      | Toronto Raptors     | Doc Rivers (8)      | Los Angeles Clippers   | [ 37 ]        |
| 2015-16 | Febrero           | Brad Stevens (2)     | Boston Celtics      | Terry Stotts (3)    | Portland Trail Blazers | [ 38 ]        |
| 2015-16 | Marzo             | Steve Clifford (2)   | Charlotte Hornets   | Steve Kerr (3)      | Golden State Warriors  | [ 39 ]        |
| 2015-16 | Abril             | Frank Vogel (4)      | Indiana Pacers      | Doc Rivers (9)      | Los Angeles Clippers   | [ 40 ]        |
| 2016-17 | Noviembre         | Tyronn Lue           | Cleveland Cavaliers | Steve Kerr (4)      | Golden State Warriors  | [ 41 ]        |
| 2016-17 | Diciembre         | Dwane Casey (4)      | Toronto Raptors     | Mike D'Antoni (6)   | Houston Rockets        | [ 42 ]        |
| 2016-17 | Enero             | Scott Brooks (4)     | Washington Wizards  | Steve Kerr (5)      | Golden State Warriors  | [ 43 ]        |
| 2016-17 | Febrero           | Erik Spoelstra (7)   | Miami Heat          | Gregg Popovich (17) | San Antonio Spurs      | [ 44 ]        |
| 2016-17 | Marzo             | Jason Kidd (3)       | Milwaukee Bucks     | Terry Stotts (4)    | Portland Trail Blazers | [ 45 ]        |
| 2016-17 | Abril             | Nate McMillan (5)    | Indiana Pacers      | Doc Rivers (10)     | Los Angeles Clippers   | [ 46 ]        |
| 2017-18 | Octubre-noviembre | Brad Stevens (3)     | Boston Celtics      | Mike D'Antoni (7)   | Houston Rockets        | [ 47 ]        |
| 2017-18 | Diciembre         | Dwane Casey (5)      | Toronto Raptors     | Steve Kerr (6)      | Golden State Warriors  | [ 48 ]        |
| 2017-18 | Enero             | Erik Spoelstra (8)   | Miami Heat          | Mike D'Antoni (8)   | Houston Rockets        | [ 49 ] [ 50 ] |
| 2017-18 | Febrero           | Scott Brooks (5)     | Washington Wizards  | Terry Stotts (5)    | Portland Trail Blazers | [ 51 ]        |
| 2017-18 | Marzo-abril       | Brett Brown          | Philadelphia 76ers  | Quin Snyder         | Utah Jazz              | [ 52 ] [ 53 ] |
| 2018-19 | Octubre-noviembre | Nick Nurse           | Toronto Raptors     | Doc Rivers (11)     | Los Angeles Clippers   | [ 54 ] [ 55 ] |
| 2018-19 | Diciembre         | Nate McMillan (6)    | Indiana Pacers      | Mike D'Antoni (9)   | Houston Rockets        | [ 56 ] [ 57 ] |
| 2018-19 | Enero             | Mike Budenholzer (3) | Milwaukee Bucks     | Steve Kerr (7)      | Golden State Warriors  | [ 58 ] [ 59 ] |
| 2018-19 | Febrero           | Mike Budenholzer (4) | Milwaukee Bucks     | Terry Stotts (6)    | Portland Trail Blazers | [ 60 ]        |
| 2018-19 | Marzo-abril       | Steve Clifford (3)   | Orlando Magic       | Terry Stotts (7)    | Portland Trail Blazers | [ 61 ] [ 62 ] |
| 2019-20 | Octubre-noviembre | Nick Nurse (2)       | Toronto Raptors     | Frank Vogel (5)     | Los Angeles Lakers     | [ 63 ] [ 64 ] |
| 2019-20 | Diciembre         | Mike Budenholzer (5) | Milwaukee Bucks     | Billy Donovan       | Oklahoma City Thunder  | [ 65 ] [ 66 ] |
| 2019-20 | Enero             | Nick Nurse (3)       | Toronto Raptors     | Taylor Jenkins      | Memphis Grizzlies      | [ 67 ] [ 68 ] |
| 2019-20 | Febrero           | Mike Budenholzer (6) | Milwaukee Bucks     | Mike D'Antoni (10)  | Houston Rockets        | [ 69 ] [ 70 ] |
| 2019-20 | Marzo-abril       | sin premio           | sin premio          | sin premio          | sin premio             | sin premio    |
| 2020-21 | Diciembre-enero   | Doc Rivers (12)      | Philadelphia 76ers  | Quin Snyder (2)     | Utah Jazz              | [ 71 ]        |
| 2020-21 | Febrero           | Steve Nash           | Brooklyn Nets       | Quin Snyder (3)     | Utah Jazz              | [ 72 ]        |
| 2020-21 | Marzo             | Nate McMillan (7)    | Atlanta Hawks       | Monty Williams (2)  | Phoenix Suns           | [ 73 ]        |
| 2020-21 | Abril             | Scott Brooks (6)     | Washington Wizards  | Michael Malone      | Denver Nuggets         | [ 74 ]        |
| 2020-21 | Mayo              | Tom Thibodeau (7)    | New York Knicks     | Terry Stotts (8)    | Portland Trail Blazers | [ 75 ]        |
| 2021-22 | Octubre-noviembre | Billy Donovan (2)    | Chicago Bulls       | Monty Williams (3)  | Phoenix Suns           | [ 76 ]        |
| 2021-22 | Diciembre         | Erik Spoelstra (9)   | Miami Heat          | Taylor Jenkins (2)  | Memphis Grizzlies      | [ 77 ]        |
| 2021-22 | Enero             | J. B. Bickerstaff    | Cleveland Cavaliers | Monty Williams (4)  | Phoenix Suns           | [ 78 ]        |
| 2021-22 | Febrero           | Ime Udoka            | Boston Celtics      | Quin Snyder (4)     | Utah Jazz              | [ 79 ]        |
| 2021-22 | Marzo-abril       | Ime Udoka (2)        | Boston Celtics      | Jason Kidd (4)      | Dallas Mavericks       | [ 80 ]        |
| 2022-23 | Octubre-noviembre | Joe Mazzulla         | Boston Celtics      | Monty Williams (5)  | Phoenix Suns           | [ 81 ]        |
| 2022-23 | Diciembre         | Jacque Vaughn        | Brooklyn Nets       | Willie Green        | New Orleans Pelicans   | [ 82 ]        |
| 2022-23 | Enero             | Doc Rivers (13)      | Philadelphia 76ers  | Michael Malone (2)  | Denver Nuggets         | [ 83 ]        |
| 2022-23 | Febrero           | Mike Budenholzer (7) | Milwaukee Bucks     | Mike Brown (6)      | Sacramento Kings       | [ 84 ]        |
| 2022-23 | Marzo-abril       | Doc Rivers (14)      | Philadelphia 76ers  | Taylor Jenkins (3)  | Memphis Grizzlies      | [ 85 ]        |
| 2023-24 | Octubre-noviembre | Jamahl Mosley        | Orlando Magic       | Chris Finch         | Minnesota Timberwolves | [ 86 ]        |
| 2023-24 | Diciembre         | Joe Mazzulla (2)     | Boston Celtics      | Tyronn Lue (2)      | Los Angeles Clippers   | [ 87 ]        |
| 2023-24 | Enero             | Tom Thibodeau (8)    | New York Knicks     | Tyronn Lue (3)      | Los Angeles Clippers   | [ 88 ]        |
| 2023-24 | Febrero           | Erik Spoelstra (10)  | Miami Heat          | Steve Kerr (8)      | Golden State Warriors  | [ 89 ]        |
| 2023-24 | Marzo-abril       | Joe Mazzulla (3)     | Boston Celtics      | Ime Udoka (3)       | Houston Rockets        | [ 90 ]        |
| 2024-25 | Octubre-noviembre | Kenny Atkinson       | Cleveland Cavaliers | Ime Udoka (4)       | Houston Rockets        | [ 91 ]        |
| 2024-25 | Diciembre         | Kenny Atkinson (2)   | Cleveland Cavaliers | Mark Daigneault     | Oklahoma City Thunder  | [ 92 ]        |
| 2024-25 | Enero             | Rick Carlisle        | Indiana Pacers      | Ime Udoka (5)       | Houston Rockets        | [ 93 ]        |
| 2024-25 | Febrero           |                      |                     |                     |                        |               |
| 2024-25 | Marzo-abril       |                      |                     |                     |                        |               |